# Khandaniha

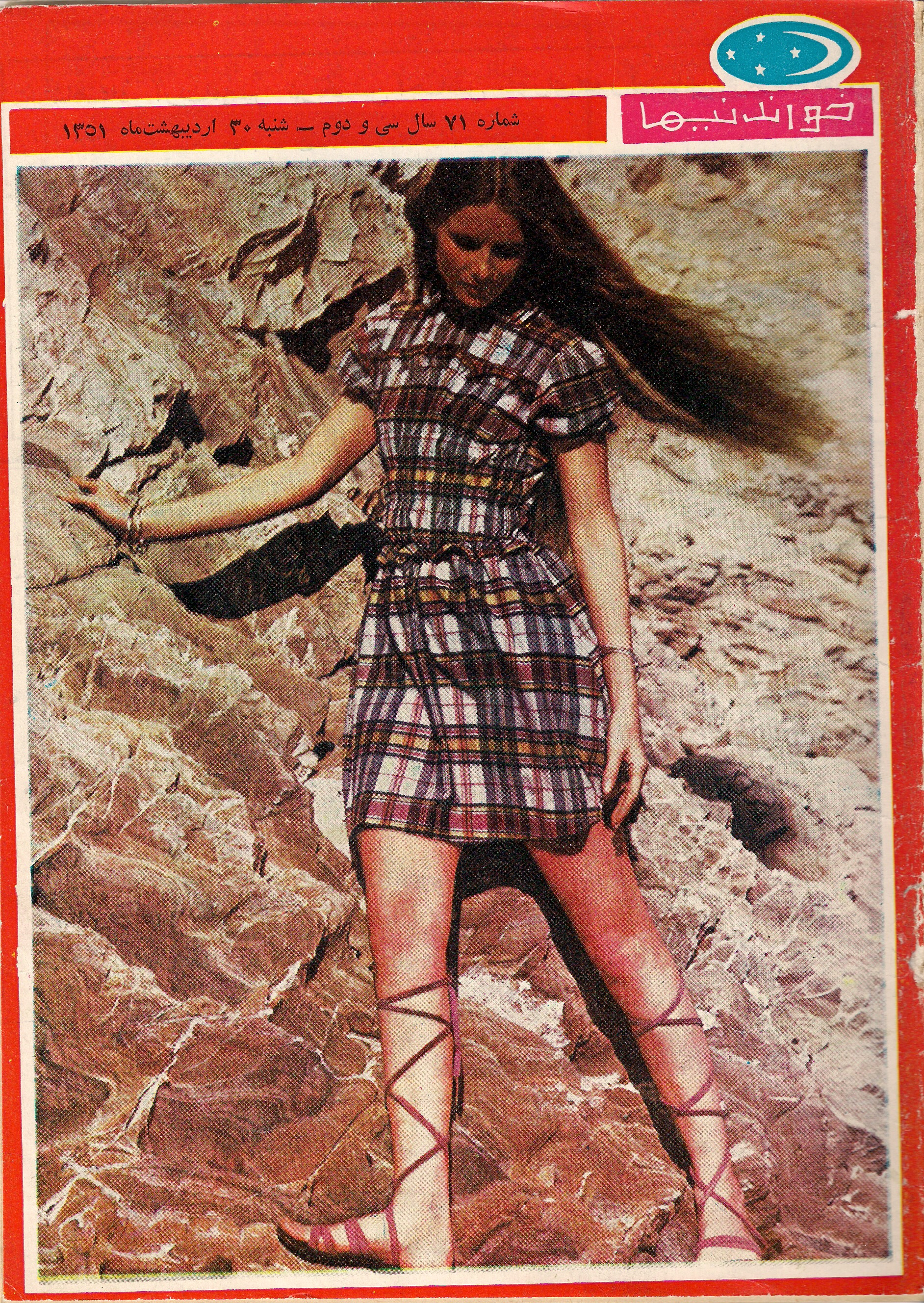
Titelblatt 10. Mai 1972

Khandaniha bzw. Chandaniha (persisch خواندنیها Xandanhiha; deutsch: lesenswert) war eine von Aliasqar Amirani herausgegebene persischsprachige Zeitschrift, die ähnlich wie Reader’s Digest neben eigenen Artikeln auch Artikel anderer Zeitschriften, teilweise in gekürzter Form, veröffentlichte. Die Zeitschrift erschien vom August 1940 bis zum August 1979.

## Geschichte
Khandaniha wurde im August 1940 von Aliasqar Amirani in Teheran gegründet. Aliasqar Amirani wollte eigentlich eine Zeitschrift für Pferdewetten herausgeben, da Teheran im Jalaliyeh Park zwar eine Pferderennbahn aber keine Zeitung hatte, die die Rennergebnisse umgehend veröffentlichte. Nachdem Aliasqar wegen seines jugendlichen Alters die Lizenz für eine eigene Zeitung verweigert worden war, fand er heraus, dass für die Veröffentlichung von Artikeln, die bereits veröffentlicht worden waren, keine eigene Lizenz erforderlich war. Er stellte also eine Reihe von älteren Artikeln zusammen und veröffentlichte diese mit den Rennergebnissen in einer wöchentlich erscheinenden Zeitschrift, die er Khandaniha nannte.
Mit der anglo-sowjetischen Invasion des Iran im August 1941 und der anschließenden Besatzung durch britische und sowjetische Truppen wurde auch die Lizenzvergabe für Zeitungen neu geregelt, so dass eine Vielzahl neuer Tages- und Wochenzeitungen erschienen. Die Leser, die diesen Überfluss an Information nicht gewohnt waren, griffen vermehrt zu Khandaniha, in der die wichtigsten Artikel der Woche aus den bedeutendsten Zeitungen versehen mit einem Leitartikel von Amirani zusammenfassend veröffentlicht wurden. Aliasqar Amirani hatte sein Format gefunden. Khandaniha wurde ein wirtschaftlicher Erfolg.
Mitte der 70er Jahre hatte Khandaniha eine solche Popularität erreicht, dass die Erscheinungsweise von einmal wöchentlich auf dreimal die Woche umgestellt wurde. Zunehmend wurden in der Zeitschrift eigene Beiträge veröffentlicht. Einer der wichtigsten Redakteure der Zeitschrift war Zabiholla Mansuri. Er schrieb über nahezu allen Themen, von den „Esoterischen Aspekten der islamischen Theologie“ bis zu „Fliegenden Untertassen“. Mansuri führte auch das Format der Fortsetzungsgeschichte in Khandaniha ein. Nach Abschluss einer Geschichte wurden die Artikel zusammengefasst und als Buch verkauft. Die Auflagen dieser Bücher erreichten mehrere hunderttausend.
Um die Presse besser kontrollieren zu können, musste Mitte der 70er Jahre unter Premierminister Amir Abbas Hoveyda jede Zeitschrift einen von der Regierung ernannten Herausgeber aufnehmen. Erst mit der 1977 begonnenen Politik des „Offenen politischen Raumes“ waren die Zeitschriften inhaltlich nicht weiter an Vorgaben gebunden. Khandaniha griff nun auch politisch kontroverse Themen wie Korruption, Despotismus und Machtmissbrauch auf. Amirani richtete seine Kritik vor allem gegen den Premierminister und die Regierung. Der Schah, den Amirani stets unterstützt hatte, blieb von der Kritik ausgenommen.
Nach der Islamischen Revolution wechselte Amirani das politische Lager und wurde vom Unterstützer der Monarchie zu deren größtem Kritiker. Es sollte ihm nichts nützen. Vierzig Jahre lang hatte er in mehr als fünfhundert Ausgaben seiner Zeitschrift die Monarchie unterstützt, so dass man ihm den plötzlichen Sinneswandel nicht abnahm. Im März 1979 wurde Amirani verhaftet und angeklagt, sich 1953 an dem politischen Sturz von dem damaligen Premierminister Mohammad Mossadegh beteiligt zu haben. Nach vier Monaten wurde Amirani ohne Anklage freigelassen. Nach sechs Monaten wurde Amirani erneut verhaftet, am 22. Juni 1981 im Schnellverfahren zum Tode verurteilt und hingerichtet.

## Ausgaben

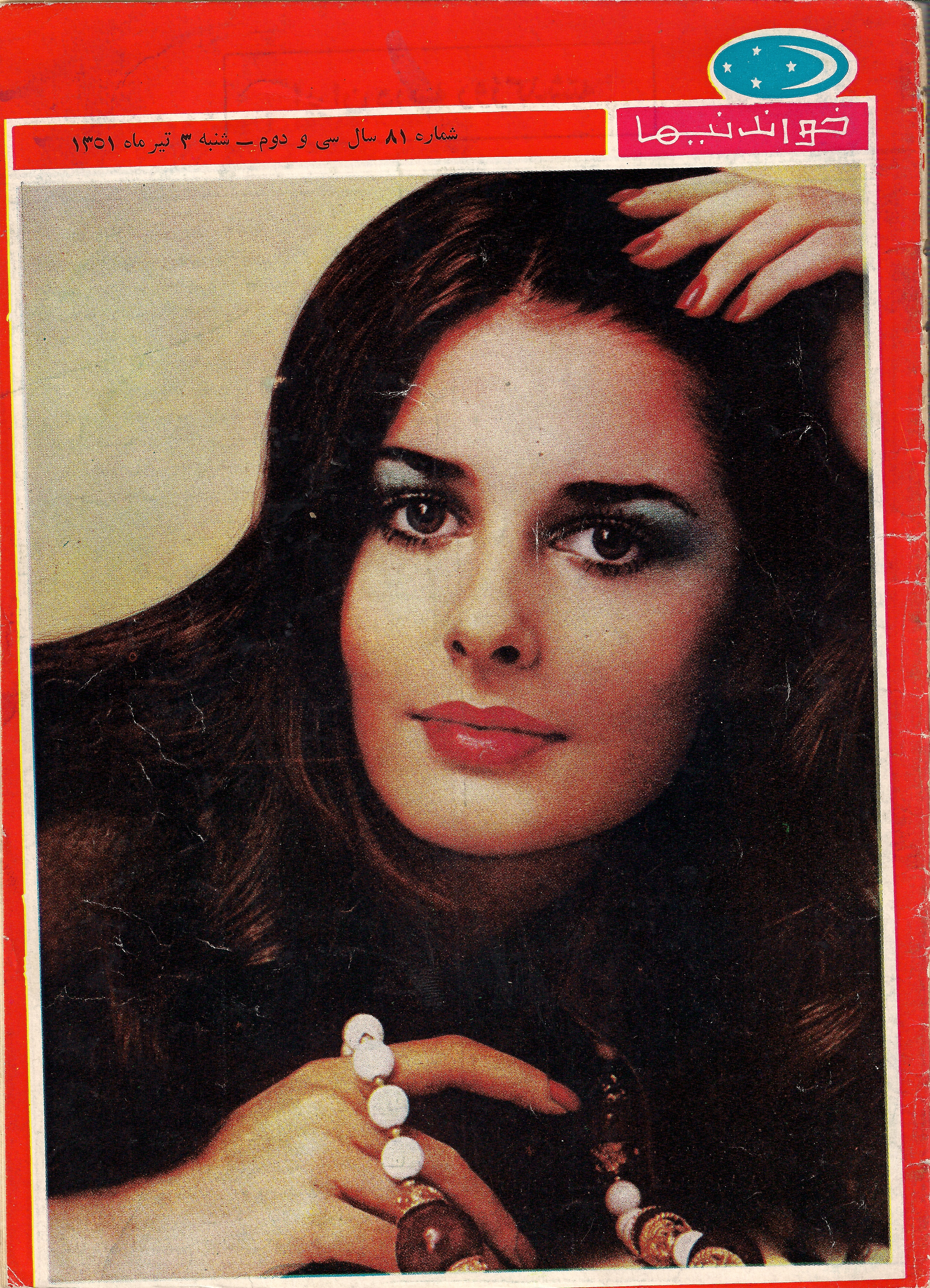
Titelblatt 24. Juni 1972
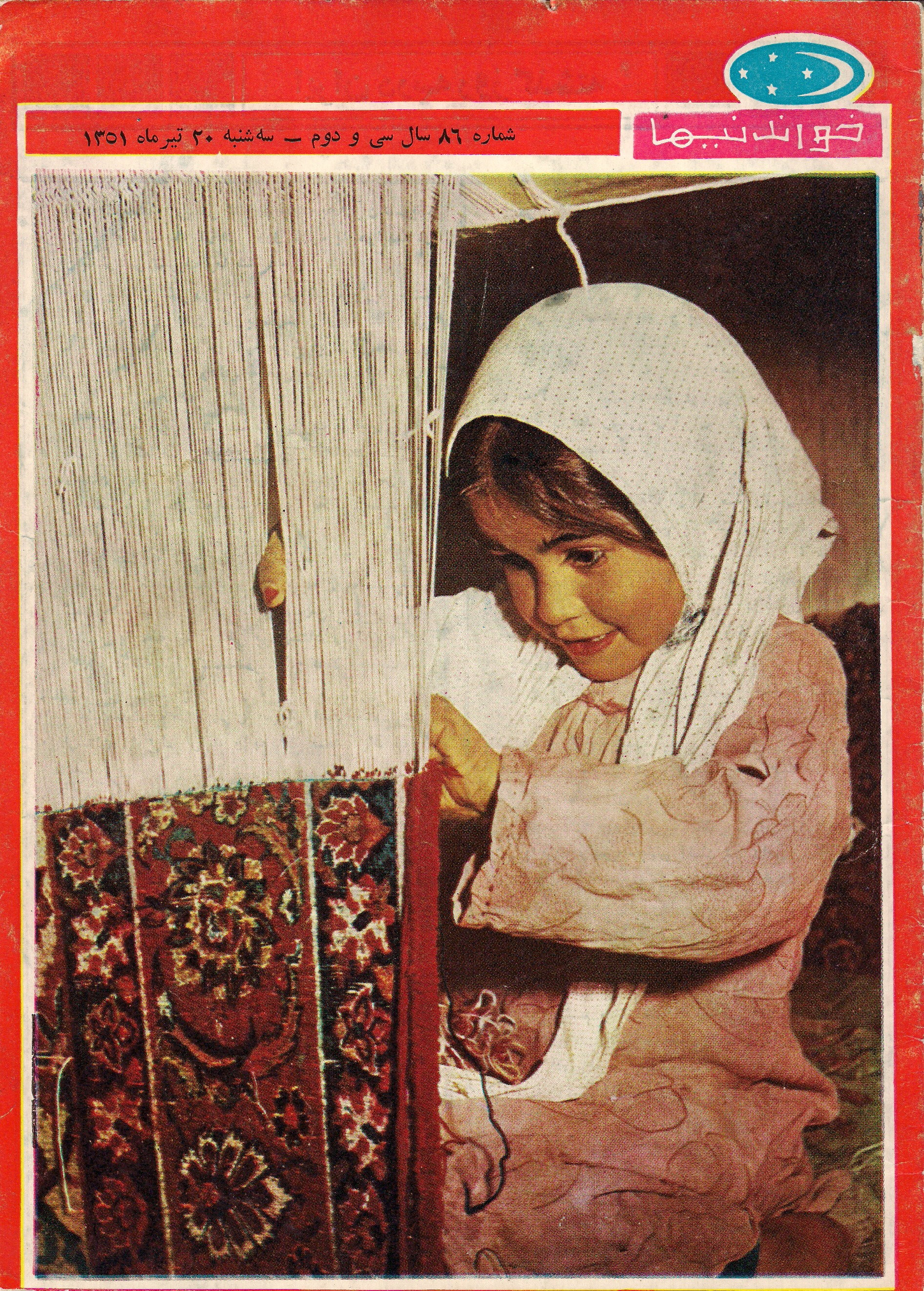
Titelblatt 11. Juli 1972
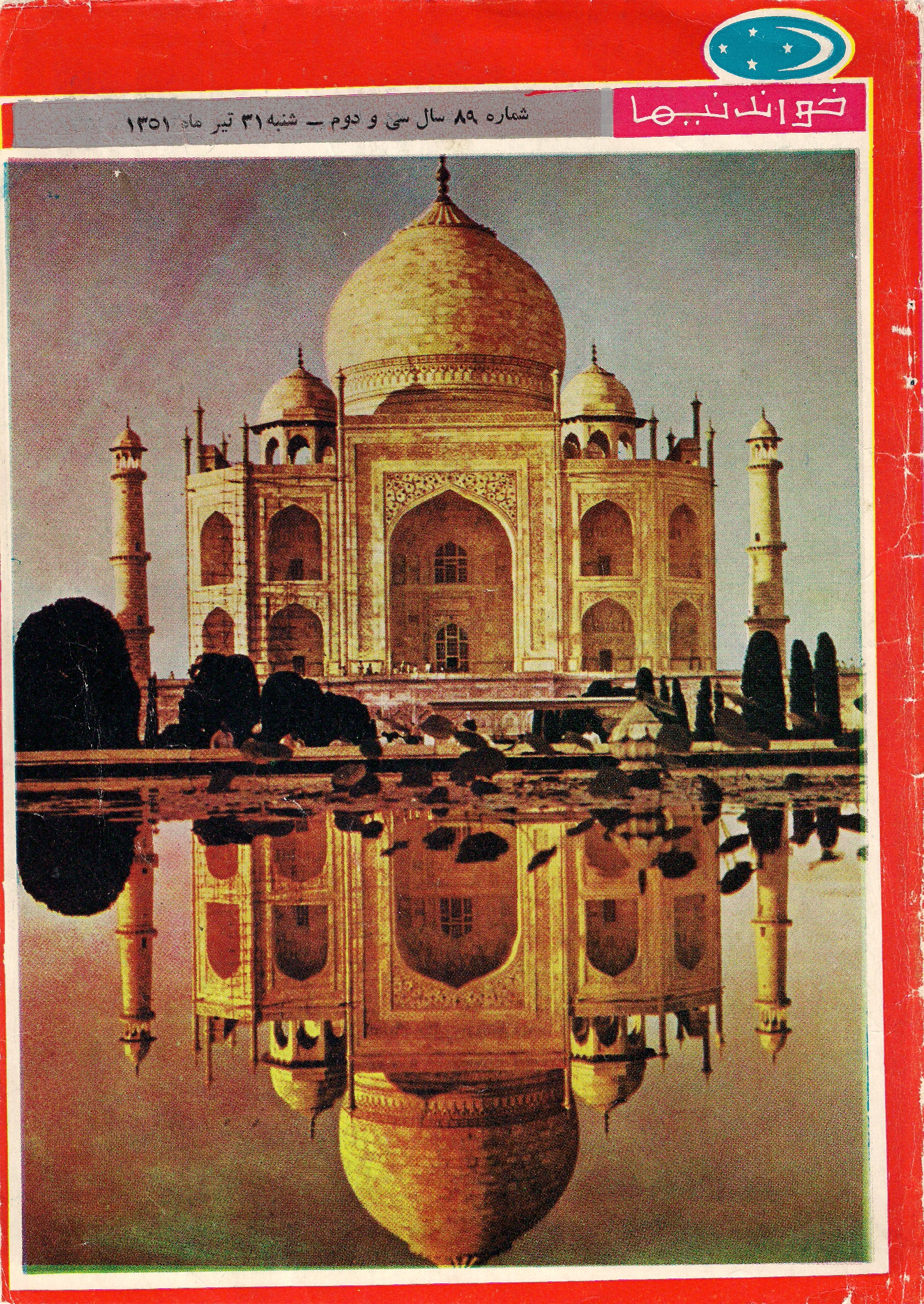
Titelblatt 22. Juli 1972
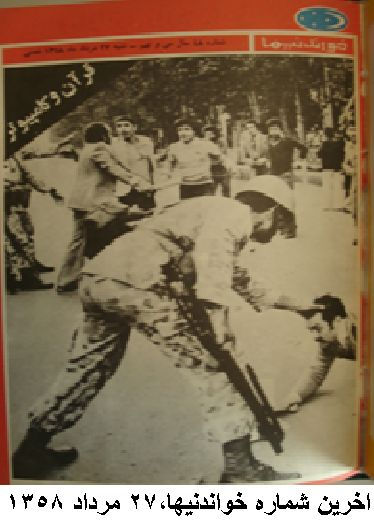
Titelblatt letzte Ausgabe 28. August 1979